# Baru Ranji
Baru Ranji is een bestuurslaag in het regentschap Lampung Selatan van de provincie Lampung, Indonesië. Baru Ranji telt 5299 inwoners (volkstelling 2010).